# Ślizgowce
Ślizgowce (Blennioidei) – podrząd ryb okoniokształtnych (Perciformes). 

## Zasięg występowania
Morza strefy umiarkowanej i arktycznej.

## Klasyfikacja
Podrząd obejmuje rodziny:
- Blenniidae – ślizgowate
- Chaenopsidae
- Clinidae – klinkowate
- Dactyloscopidae
- Labrisomidae
- Tripterygiidae